# Amphoe Kho Wang
Amphoe Kho Wang (in Thai อำเภอ ค้อวัง) ist ein Landkreis (Amphoe – Verwaltungs-Distrikt) in der Provinz Yasothon. Die Provinz Yasothon liegt im östlichen Teil der Nordostregion von Thailand, dem so genannten Isan.

## Geographie
Amphoe Kho Wang grenzt an die folgenden Distrikte (von Norden im Uhrzeigersinn): an Amphoe Maha Chana Chai in der Provinz Yasothon, an Amphoe Khueang Nai der Provinz Ubon Ratchathani, sowie an die Amphoe Yang Chum Noi und Rasi Salai der Provinz Si Sa Ket.

## Verwaltung

### Provinzverwaltung
Amphoe Kho Wang ist in vier Gemeinden (Tambon) gegliedert, welche wiederum in 45 Dörfer (Muban) unterteilt sind.
| No. | Name        | Thai   | Einw. |
| --- | ----------- | ------ | ----- |
| 1.  | Fa Huan     | ฟ้าห่วน  | 5.771 |
| 2.  | Kut Nam Sai | กุดน้ำใส | 7.596 |
| 3.  | Nam Om      | น้ำอ้อม  | 5.286 |
| 4.  | Kho Wang    | ค้อวัง   | 7.153 |

### Lokalverwaltung
Es gibt eine Kommune mit „Kleinstadt“-Status (Thesaban Tambon) im Landkreis:
- Kho Wang (Thai: เทศบาลตำบลค้อวัง), bestehend aus Teilen des Tambon Kho Wang.

Außerdem gibt es vier „Tambon-Verwaltungsorganisationen“ (องค์การบริหารส่วนตำบล – Tambon Administrative Organizations, TAO) für die Tambon oder die Teile von Tambon im Landkreis, die zu keiner Stadt gehören.